# Earl of Downe

Wappen der Earls of Downe

Earl of Downe war ein erblicher britischer Adelstitel in der Peerage of Ireland.
Familiensitz der Earls war Wroxton Manor in Oxfordshire.
Der Titel wurde am 16. Oktober 1628 für den englischen Politiker Sir William Pope, 1. Baronet, geschaffen. Dieser war bereits am 29. Juni 1611 in der Baronetage of England zum Baronet, of Wilcote in the County of Oxford, ernannt worden und war 1621 als Knight of the Shire für Oxfordshire Mitglied des englischen House of Commons. Zusammen mit dem Earldom wurde ihm 1628 der Titel Baron Pope, of Belturbet in the County of Cavan verliehen, ebenfalls in der Peerage of Ireland.
Die Titel erloschen mit dem Tod seines Enkels, des 4. Earls am 18. Mai 1668.

## Liste der Earls of Downe (1628)
- William Pope, 1. Earl of Downe († 1631)
- Thomas Pope, 2. Earl of Downe (1622–1660)
- Thomas Pope, 3. Earl of Downe (1598–1668)
- Thomas Pope, 4. Earl of Downe (1640–1668)